# Гаррі Джонс (яхтсмен)
Гаррі Джонс (англ. Harry Jones, 8 травня 1895 — 24 грудня 1956) — канадський яхтсмен.
Срібний призер Олімпійських Ігор 1932 року в класі 8 метрів.